# 고이데촌 (가나가와현)
고이데촌(일본어: 小出村)은 일본 가나가와현 중남부, 고자군에 속했던 촌이다.

## 역사
- 1889년 4월 1일 - 정촌제 시행에 의해 고자군 고이데촌이 성립하였다.
- 1954년 2월 - 후지사와시 및 치가사키시로부터 합병 제안을 받는다.
  - 합병추진위원의 투표와 주민투표에서 결과가 달라지는 등 혼란이 일어났다.
- 1955년 4월 1일 - 고쇼미촌, 시부야정이 이탈하여, 다카쿠라와 함께 후지사와시로 편입. 오데무라 오아자츠미, 시모테라오, 교야 및 세리자와는 지가사키시에 편입되었다.

## 참고 문헌
- 角川日本地名大辞典編纂委員会,『角川日本地名大辞典 神奈川県』1984, 角川書店